# くまパワ+
『くまパワ+』は、熊本朝日放送（KAB）で、2018年4月7日から毎週土曜に放送されている情報番組である。なお、『くまパワ』とは“くまもとパワーステーション”の略称である。かつては生放送だったが、2021年4月から収録番組になった。

## 概要
2018年3月3日まで放送されていた『駅前TVサタブラ』の後継番組で、月曜 - 金曜の夕方に放送していた『くまパワ!』の兄弟番組である。16年間のサタブラシリーズでMCだった黒木よしひろは出演していないものの、駅前TVサタブラの最終年度に出演していたアナウンサーやリポーターは、一部を除きほぼ全員続投した。

## 出演者

### MC
- 渕上彩夏
- 田中洋平

### コメンテーター
- 井手らっきょ
- 中上真亜子
- ゴリけん
- しゃかりき

コメンテーターは1回つきに1 - 2人出演する。

### リポーター
特集
- 岩清水愛
- 高橋よしえ
- 樫山結
- イタガキ
- 今村美乃
- 大和孔太

中継
- 深瀬智聖

### コーナー出演者
クイズ
- 冨田浩二

### 過去の出演者
MC
- 土屋孝博（サタブラより続投、2019年3月23日まで）